# 1968年夏季奥林匹克运动会巴拿马代表团
1968年夏季奥林匹克运动会巴拿马代表团是巴拿马派出的1968年夏季奥林匹克运动会代表团。